# U-Rohr

U-Rohr in Verwendung als Manometer.

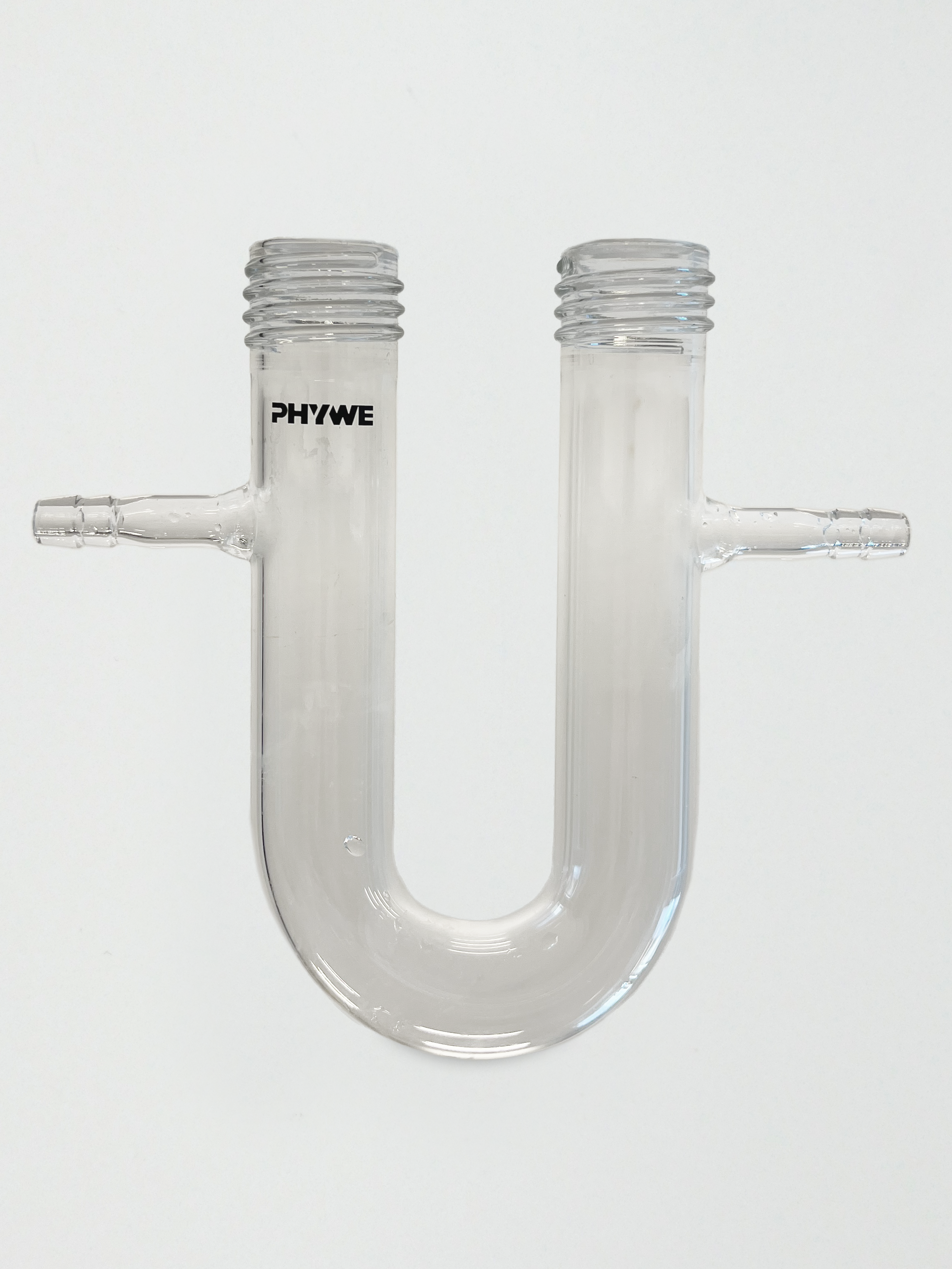
U-Rohr aus Glas mit angesetzten Glasoliven und Gewinde

Ein U-Rohr ist ein in chemischen Laboren verwendetes, in U-Form gebogenes Glasrohr.
Es hat meist unterhalb der zwei Öffnungen des Rohres noch jeweils einen Ansatz, der meist zur Gasentnahme dient. Die größeren Öffnungen haben eine dem Durchmesser eines käuflichen Gummistopfens entsprechende Größe, damit sie nach Bedarf verschlossen werden können. U-Rohre werden aus Kalk-Natron-Glas, oder aus Borsilikatglas (Duran) hergestellt, welches in diesem Fall aber nur den Vorteil hat, dass es eine besondere Festigkeit verleiht. Der Vorteil der höheren Hitzebeständigkeit von Duran-Glas wird nicht ausgenützt, da ein U-Rohr meist nicht erhitzt wird. 
Ein U-Rohr kann verwendet werden:
1. gefüllt als Salzbrücke für Elektrolysen von Flüssigkeiten[1]
2. als Trockenrohr für Gase und Feststoffe
3. für die Analyse, z. B. eines Gases, das mit einem im U-Rohr befindlichen Stoff reagiert
4. für die Kühlung von Gasen
5. als Manometer